# Rivière Le Boulé
Rivière Le Boulé är ett vattendrag i Kanada.   Det ligger i provinsen Québec, i den sydöstra delen av landet, 120 km nordost om huvudstaden Ottawa.
I omgivningarna runt Rivière Le Boulé växer i huvudsak blandskog. Runt Rivière Le Boulé är det mycket glesbefolkat, med 6 invånare per kvadratkilometer.